# De verrijzenis van Christus (Rubens)
De verrijzenis van Christus is een drieluik van Peter Paul Rubens dat zich bevindt in de Onze-Lieve-Vrouwekathedraal te Antwerpen. Het schilderij werd besteld als epitaaf van Martina Plantijn en haar echtgenoot Jan Moretus.

## Opdrachtgevers
Kort na de dood van Jan Moretus (in 1610) bestelde zijn echtgenote, Martina Plantijn, dochter van Christoffel Plantijn, bij Rubens een triptiek die als epitaaf zou dienen voor het graf van beide echtelieden in de kathedraal. Rubens werkte er wellicht aan in 1611 of 1612; in elk geval kan men aannemen dat de epitaaftriptiek in 1612 was voltooid, want toen betaalde Jans zoon, Balthazar I Moretus, Rubens 600 gulden voor zijn werk.

## Voorstelling

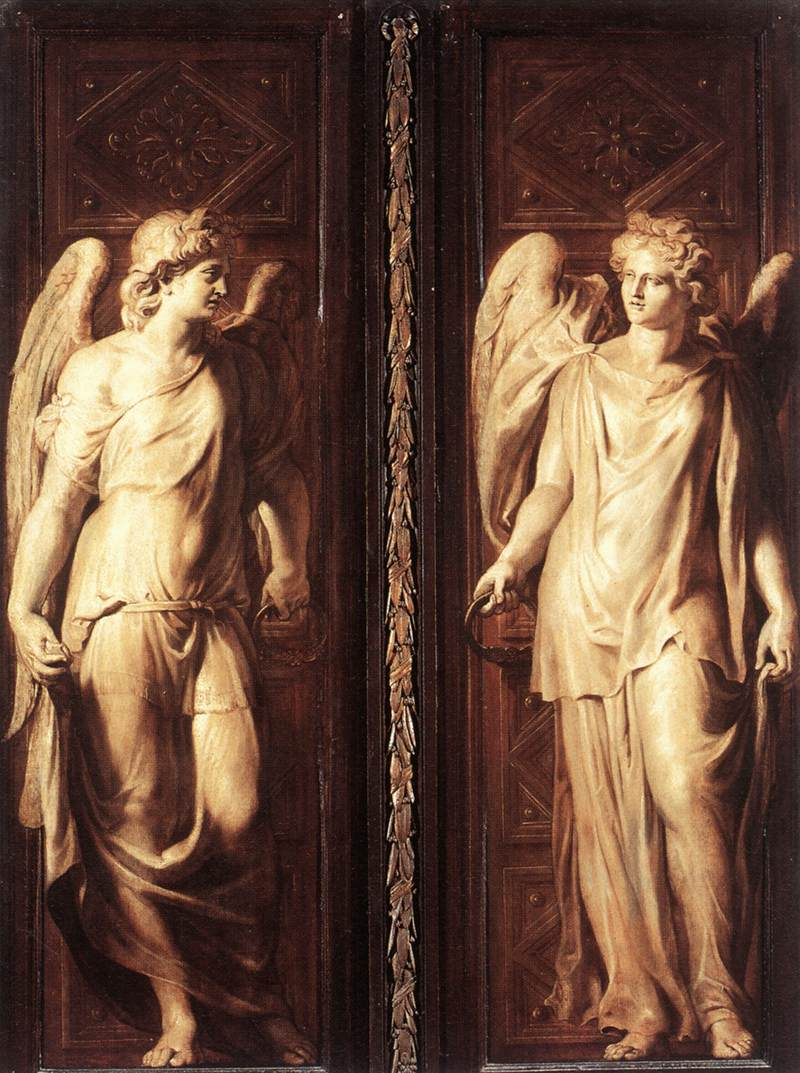
Buitenzijde van de luiken, met engelen in grisaille.

Het centrale gedeelte toont de verrijzenis van Christus. Op de binnenzijden van de luiken zijn de patroonheiligen van de overledene en de opdrachtgeefster uitgebeeld: Johannes de Doper en de heilige Martina. De buitenluiken zijn voorzien van twee in grisaille geschilderde engelen met deurringen in de hand, die als het ware klaarstaan om de luiken te openen. Zij verwijzen naar de engelen die op Paasmorgen bij het lege graf van Christus werden aangetroffen, maar zijn evenzeer de wachters aan de poorten van het paradijs waartoe de overledenen hopen toegang te krijgen.
De triptiek was bekroond met een ovaal portret van Jan Moretus. Dit portret is verdwenen en waarschijnlijk vernietigd.
Opvallend in de triptiek zijn de klassiek geïnspireerde elementen: zowel de figuur de H. Martina als de engelen sluiten zeer dicht aan bij bekende antieke beelden.

## Geschiedenis
In 1794 werd het centrale paneel door de Franse bezetter uit de kerk weggehaald en naar Parijs gezonden, terwijl de luiken waarschijnlijk in Antwerpen bleven. In 1820 werd de triptiek in de kathedraal heropgericht.
De transfiguratie (1604-05) · Portret van de kunstenaar en zijn vrouw in een prieel van kamperfoelie (1609) · Kruisoprichting (1610) · Kruisafneming (1611) · De verrijzenis van Christus (1611-12) · De vier filosofen (1611-1612) · Het verschijnen van de Heilige Geest aan de Heilige Teresa van Avila (1612-14) · De ontdekking van Romulus en Remus (circa 1613) · De Rockoxtriptiek (1613-15) · De onthoofding van de heilige Catharina van Alexandrië (circa 1615) · Kruisafneming (1616-17) · Oude vrouw en jongen met kaarsen (1616-1617) · Medusa (ca. 1617) · Het aardse paradijs met de zondeval van Adam en Eva (ca. 1617) · De verloren zoon (1618) · De heilige Maria Magdalena in extase (1619-20)· De drie gratiën (1620-23) · Diana en haar nimfen maken zich klaar voor de jacht (1623-24) · Bekering van de H. Bavo (1623-24) · Heilige Rochus door Christus aangesteld tot patroon van de pestlijders (1623-26) · Aanbidding der Koningen (1624) · Portret van Matthaeus Yrsselius (circa 1624) · Tenhemelopneming van Maria (1625-26) · Portret van Anna van Oostenrijk (1625-26) · Angelica en de kluizenaar (1626-28) · De ontvoering van Europa (1628-29) · Laatste Avondmaal (1631-32) · Franciscus van Assisi ontvangt de stigmata (1633) · De roof van de Sabijnse maagden (1634-36) · Dans van dorpelingen en mythische figuren (1635) · Herfstlandschap met uitzicht op het Steen (1636) · De hond van Hercules ontdekt het purper (ca. 1636) · Saturnus verslindt een zoon (ca. 1636-37) · Het pelsken (ca. 1636-38)